# شريان كلوي
| كلية الإنسان 1. الأهرام الكلوية 2. شرايين بين الفصيصات 3. الشريان الكلوي 4. وريد كلوي 5. نقير الكلية 6. الحويضة 7. الحالب 8. كأس الكلية الثانوي |  | 9. محفظة الكلية 10. محفظة الكلية السفلية 11. محفظة الكلية العلوية 12. أوردة بين فصوص الكلية 13. الكليون 14. جيب كلوي 15. كأس الكلية الرئيسي 16. حليمة كلوية 17. عمود كلوي |

الشريان الكلوي (بالإنجليزية: Renal artery)‏ هو فرع من شريان كظري سفلي ومن شرايين قطعية.
الشريان الكلوي الأيسر أقصر من الأيمن، يصالب الساق الحجابية والعضلة القطنية، يكون خلف الوريد الكلوي وأحياناً فوقه. ويكون خلف ذيل المعثكلة والأوعية الطحالية، أما الأيمن فيصالب الساق الحجابية اليمنى والعضلة القطنية، متوضعاً خلف الوريد الأجوف السفلي والوريد الكلوي الأيمن. يعطي كل شريان كلوي شرياناً كظرياً، وكذلك شرياناً جالبياً.

## معرض صور

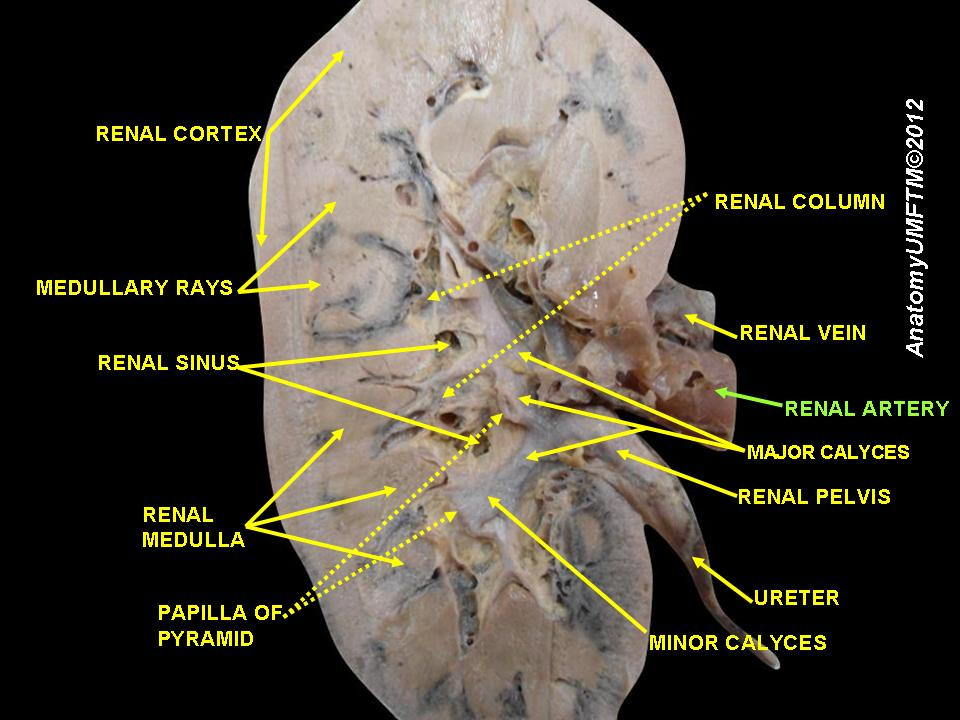
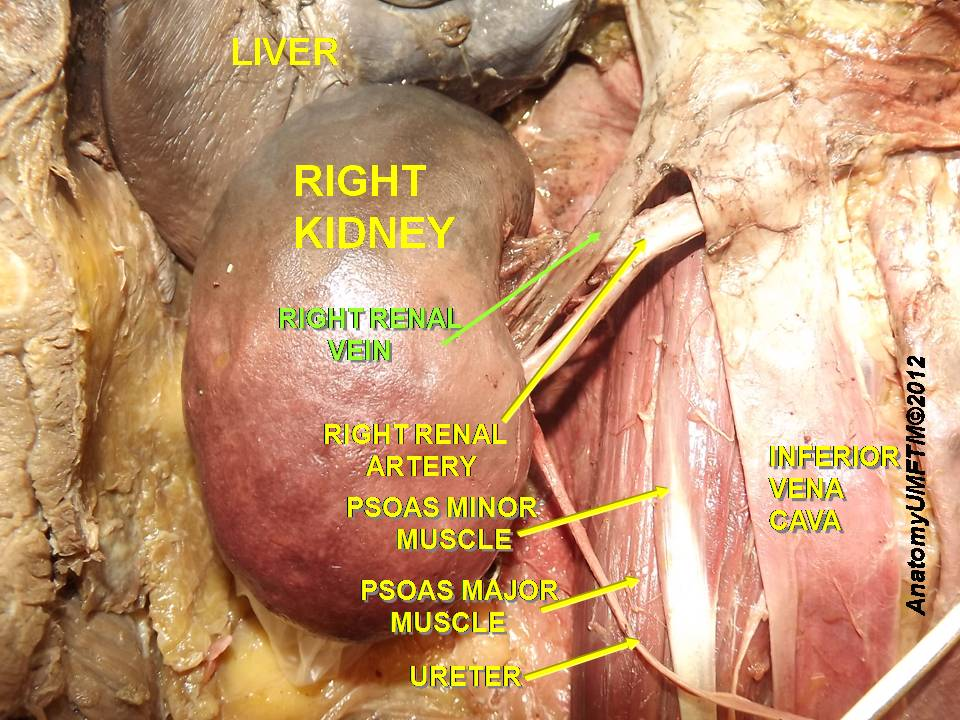
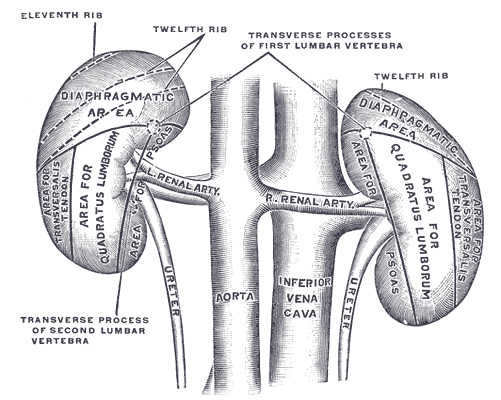
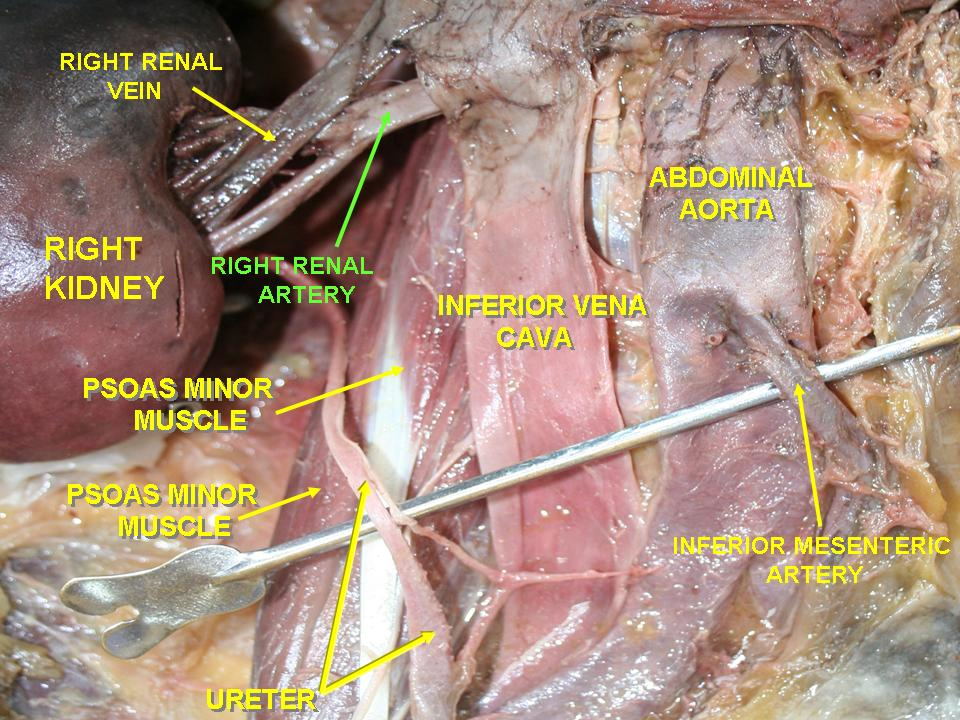
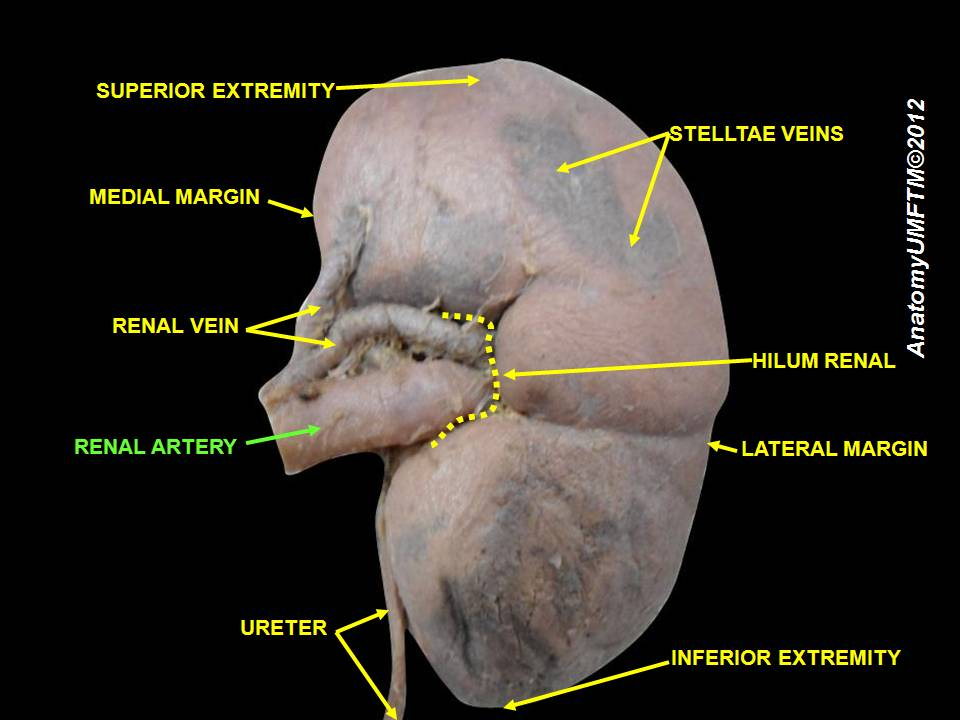